# Munshiganj
Munshiganj (bengali: মুন্সীগঞ্জ) är ett distrikt i Bangladesh.   Det ligger i provinsen Dhaka, i den centrala delen av landet, 18 km söder om huvudstaden Dhaka. Antalet invånare är 1 445 660.
Trakten runt Munshiganj består till största delen av jordbruksmark. Runt Munshiganj är det mycket tätbefolkat, med 4 188 invånare per kvadratkilometer.